# Benjamin Giezendanner
Benjamin Giezendanner (Langenthal, 22 aprile 1982) è un imprenditore e politico svizzero dell'Unione Democratica di Centro (UDC). Da dicembre 2019 è membro del Consiglio nazionale per il Canton Argovia.

## Biografia

### Carriera professionale
Benjamin Giezendanner è originario di Wattwil, nel cantone di San Gallo, ma è cresciuto a Rothrist, nel Canton Argovia. È il figlio più giovane dell'ex consigliere nazionale Ulrich Giezendanner. Ha ottenuto il grado di capitano nell'esercito svizzero.
Dopo un apprendistato commerciale presso UBS, ha conseguito un diploma di maturità professionale e poi ha studiato diritto commerciale all'Università di San Gallo, senza completare gli studi. Nel 2014 suo padre lo ha nominato direttore dei trasporti per l'azienda di famiglia, Giezendanner Transport, mentre il fratello Stefan era responsabile della logistica e delle finanze. A causa di alcuni dissidi Stefan Giezendanner lasciò l'azienda e Benjamin Giezendanner è diventato amministratore delegato nel 2018. Il 15 ottobre 2020 è stato eletto presidente dell'Aargauischen Gewerbeverband ("Unione delle arti e dei mestieri di Argovia").

### Attività politica
Membro dell'UDC, ha fatto parte del Gran Consiglio del Canton Argovia dal 2001 al 2019. La sua elezione all'età di 18 anni l'ha reso il deputato più giovane eletto nella storia del parlamento cantonale.. Nel 2017 è stato eletto presidente del Gran Consiglio.
Alle elezioni federali in Svizzera del 2019 è stato eletto al Consiglio nazionale con il secondo numero di preferenze più alto del Canton Argovia (68 024). Fa parte della Commissione dei trasporti e delle telecomunicazioni (CTT). A seguito dell'elezione al Consiglio nazionale, nel novembre 2019 si è dimesso da deputato cantonale.

### Vita privata
Ha un fratello maggiore, Stefan, e una sorella. Ha perso la madre a causa di un cancro all'età di 15 anni. Vive a Rothrist ed è sposato con Jasmine dalla quale ha due figli.

## Posizioni politiche
Allineato con la linea dell'UDC, si dichiara più a destra del padre. Nel campo della politica per la famiglia, si è opposto al congedo di paternità retribuito dallo Stato, definendolo un lusso. Ha sostenuto che gli asili nido, pur necessari per la società, debbano essere istituiti da privati, in modo da regolare domanda e offerta, invece che venire forniti gratuitamente dallo Stato.
A livello di politica economica è a favore della privatizzazione della Banca cantonale e si è mostrato critico nei confronti del cosiddetto Progetto fiscale 17, riguardante l'armonizzazione della tassazione delle imprese agli standard internazionali. Ha anche affermato che i soldi spesi dallo Stato per i richiedenti asilo creino mancanze di fondi per i servizi sociali.
A seguito dell'approvazione della legge sulle vie ciclabili, che prevede un ampliamento della rete di piste ciclabili, Giezendanner ha proposto che il costo venga sostenuto dai ciclisti stessi mediante il pagamento di una vignetta.